# Ricardo Jérez
Ricardo Antonio Jerez Figueroa (Ciudad de Guatemala, 4 de febrero de 1986) es un futbolista guatemalteco que se desempeña jugando de portero. Actualmente milita en el Chattanooga Red Wolves SC de la USL League One de Estados Unidos.

## Trayectoria
Ricardo Jerez inició su carrera en las especiales de Comunicaciones FC. Sus atajadas y su sangre fría en los juegos le valió para ser cedido a Coban Imperial;  y volviendo a su club formativo Comunicaciones FC donde desempeñó un buen papel y se ganó la confianza de los técnicos del club.
El 2 de agosto de 2008 fue llevado a Uruguay para participar de unas pruebas por equipo local Peñarol la cual no logró aprobar pero le valió para que el Club Rentistas en ese entonces en la liga de ascenso del fútbol uruguayo se fijara en él.
Con El Deportivo Marquense logró un récord de 941 minutos sin recibir anotación rompiendo el récord en CONCACAF como arquero con más minutos sin recibir gol, el cual un año después fue roto por su también colega, paisano y rival Juan José Paredes, portero del Comunicaciones FC con 1,072 minutos sin recibir gol en el año 2013. Gracias a esta tan buena participación con el Deportivo Marquense el club Alianza Petrolera del fútbol colombiano fijo su mirada en él, fichándolo para la temporada 2013 2014 en la cual acababan de ascender y teniendo una excelente participación logró tomar protagonismo no sólo en el club sino también la liga colombiana. El 26 de junio de 2017, es comprado por el Deportivo Cali.

### C.A. Rentistas
Ricardo Jerez fue contratado por el Club Atlético Rentistas y su debut se enfrentó en el clásico donde atajo un penal a Requelme pero lamentablemente Rentistas perdió 2 a 1 fue nombrado el mejor jugador del partido.
Luego en su 3 partido consecutivo como titular atajo un penal a Boris Silva Acuña del Boston River el partido concluyó 0 - 0.

### Alianza Petrolera
Se convirtió en el primer futbolista en acumular 100 partidos con Alianza Petrolera en la máxima categoría del fútbol colombiano. Luego de 4 años y medio en el club, en junio de 2017, se anunció que Ricardo fue adquirido por el Deportivo Cali, dejando al Alianza Petrolera luego de haber disputado 175 partidos con el club, siendo el futbolista con más partidos jugados en la institución sumando todas las competiciones que disputó.

### Deportivo Cali
El 26 de junio de 2017 es contratado por  el Deportivo Cali recién subcampeón del fútbol colombiano.

### Alianza Petrolera
El 3 de enero de 2018, se anuncia su regreso al Club Alianza Petrolera luego de un amargo paso por el Deportivo Cali.

### Municipal
El 12 de mayo de 2021, el CSD Municipal de su país anuncia su fichaje de cara al Torneo Apertura 2021.Durante un año y medio apareció en 78 partidos, hasta que a inicios de 2023 anunció su retiro del club en mutuo acuerdo con la directiva.

## Selección nacional
Jerez ha participado en la selección de Guatemala sub-20 y sub-23. Participó en el torneo realizado en Estados Unidos de las selecciones sub-23 con el fin de buscar clasificarse para los JJ.OO; Jerez fue el portero titular en el partido contra México, donde Ricardo y sus compañeros lograron derrotar al equipo Mexicano 2 a 1. de Pekín 2008, torneo en el cual fueron eliminados en la tanda de penales por Honduras.

## Vida privada
Es hijo del reconocido exfutbolista Ricardo Jerez Hidalgo, donde es considerado un ídolo en Comunicaciones. Está casado con Ana Lucia Palacios con quien tiene 2 hijos nacidos en Colombia.

## Clubes
| Club                | País                | Año                 | Partidos |
| ------------------- | ------------------- | ------------------- | -------- |
| Cobán Imperial      | Guatemala           | 2004 - 2006         | 13       |
| Municipal           | Guatemala           | 2006 - 2007         | 8        |
| Comunicaciones      | Guatemala           | 2007 - 2008         | 3        |
| Rentistas           | Uruguay             | 2008                | 18       |
| Jalapa              | Guatemala           | 2009                | 20       |
| Fenix               | Argentina           | 2010                | 20       |
| Universidad SC      | Guatemala           | 2011                | 19       |
| Marquense           | Guatemala           | 2011 - 2012         | 64       |
| Alianza Petrolera   | Colombia            | 2013 - 2017         | 151      |
| Deportivo Cali      | Colombia            | 2017                | 11       |
| Alianza Petrolera   | Colombia            | 2018 - 2021         | 117      |
| Municipal           | Guatemala           | 2021 - 2023         | 82       |
| Chattanooga SC      | Estados Unidos      | 2023                | 10       |
| Total en su Carrera | Total en su Carrera | Total en su Carrera | 536      |

## Estadísticas
| Club                         | Div.             | Temporada        | Liga  | Liga  | Copa Nacional | Copa Nacional | Copa Internacional | Copa Internacional | Total | Total |
| Club                         | Div.             | Temporada        | Part. | Goles | Part.         | Goles         | Part.              | Goles              | Part. | Goles |
| ---------------------------- | ---------------- | ---------------- | ----- | ----- | ------------- | ------------- | ------------------ | ------------------ | ----- | ----- |
| Alianza Petrolera · Colombia | 1.ª              | 2013             | 35    | 0     | 3             | 0             | —                  | —                  | 38    | 0     |
| Alianza Petrolera · Colombia | 1.ª              | 2014             | 31    | 0     | 3             | 0             | —                  | —                  | 34    | 0     |
| Alianza Petrolera · Colombia | 1.ª              | 2015             | 38    | 0     | 0             | 0             | —                  | —                  | 38    | 0     |
| Alianza Petrolera · Colombia | 1.ª              | 2016             | 39    | 0     | 2             | 0             | —                  | —                  | 41    | 0     |
| Alianza Petrolera · Colombia | 1.ª              | A-2017           | 20    | 0     | 4             | 0             | —                  | —                  | 24    | 0     |
| Alianza Petrolera · Colombia | 1.ª              | 2018             | 32    | 0     | 1             | 0             | —                  | —                  | 33    | 0     |
| Alianza Petrolera · Colombia | 1.ª              | 2019             | 36    | 0     | 2             | 0             | —                  | —                  | 38    | 0     |
| Alianza Petrolera · Colombia | 1.ª              | 2020             | 16    | 0     | 2             | 0             | —                  | —                  | 18    | 0     |
| Alianza Petrolera · Colombia | 1.ª              | A-2021           | 4     | 0     | —             | —             | —                  | —                  | 4     | 0     |
| Alianza Petrolera · Colombia | Total club       | Total club       | 251   | 0     | 17            | 0             | 0                  | 0                  | 268   | 0     |
| Deportivo Cali · Colombia    | 1.ª              | F-2017           | 8     | 0     | 1             | 0             | 2                  | 0                  | 11    | 0     |
| Deportivo Cali · Colombia    | Total club       | Total club       | 8     | 0     | 1             | 0             | 2                  | 0                  | 11    | 0     |
| Total de carrera             | Total de carrera | Total de carrera | 259   | 0     | 18            | 0             | 2                  | 0                  | 279   | 0     |

## Palmarés

### Distinciones individuales
| Distinción               | Año  |
| ------------------------ | ---- |
| Trofeo Josue Danny Ortiz | 2011 |
| Trofeo Josue Danny Ortiz | 2012 |